# Florestyna (księżna Urach)
Florestine Gabrielle Antoinette Grimaldi, księżna Monako, księżna Urach, hrabina Wirtemberg (ur. 22 października 1833 w Fontenay-aux-Roses, zm. 4 kwietnia 1897 w Stuttgarcie) – członkini monakijskiej rodziny książęcej, córka księcia Florestana I Grimaldi i księżnej Marii Gibert de Lametz, od 15 lutego 1863 do 17 lipca 1869 księżna Urach jako żona księcia Wilhelma.

## Dzieciństwo i młodość
Florestyna urodziła się 22 października 1833 roku we francuskiej miejscowości Fontenay-aux-Roses. Jej rodzice to Florestan I Grimaldi, książę Monako i jego żona, księżna Maria Karolina Gibert de Lametz. Miała o piętnaście lat starszego brata Karola (ur. 1818, zm. 1889), późniejszego księcia Monako. Jej dziadkami ze strony ojca byli książę Monako, Honoriusz IV Grimaldi i jego żona, księżna Ludwika d’Aumont Mazarin.

## Małżeństwo i rodzina
16 stycznia 1863 roku Florestyna poślubiła Fryderyka Wilhelma Aleksandra Ferdynanda Wirtemberskiego. Kobieta otrzymała wówczas tradycyjny tytuł hrabiny Wirtemberg, a w prezencie ślubnym również tytuł księżnej Urach. Książę Wilhelm był wdowcem po księżniczce Teodolindzie de Beauharnais, która zmarła przedwcześnie 1 kwietnia 1857. Był już ojcem czwórki dzieci: księżnej Augusty Eugenii (ur. 1842, zm. 1916), księżnej Marii Józefiny (ur. 1844, zm. 1864), księżnej Eugenii Amalii (ur. 1848, zm. 1867) oraz księżnej Matyldy (ur. 1854, zm. 1907).
30 maja 1864 roku księżna Florestyna urodziła swoje pierwsze dziecko, syna Wilhelma Karola Florestana, księcia Urach, hrabiego Wirtemberg, który w 1918 roku został proklamowany królem Litwy. Drugi syn księżnej i księcia Wilhelma urodził się 15 lutego 1865 i otrzymał imię Karol. Wilhelm miał szansę przejąć monakijski tron, gdyby jego kuzyn, Ludwik II Grimaldi nie miał prawowitego potomka; ostatecznie tak się nie stało i tron pozostał w linii Grimaldich po Karolu III.
Księżna Florestyna owdowiała 17 lipca 1869 roku, gdy jej mąż zmarł w wieku pięćdziesięciu dziewięciu lat. Po jego śmierci nosiła tytuł księżnej wdowy. Zmarła 4 kwietnia 1897 w Stuttgarcie.